# Felice Romani
Felice Romani (1788 – 1865) var en italiensk digter og lærd i litteratur og mytologi. Han skrev mange libretti til operaer af Donizetti og Bellini. Romani betragtes som den største italienske librettist i perioden mellem Metastasio og Boito.